# Gérard de Montjou
Pour les articles homonymes, voir Montjou.
Gérard de Montjou, né le 5 février 1903 à Poitiers (Vienne) et mort le 9 mars 1998 dans la même ville, est un homme politique français.

## Biographie
Propriétaire exploitant, Gérard de Montjou est maire du village d'Iteuil à partir de 1936 puis conseiller général du canton de Vivonne de 1945 à 1964. En 1951, il devient député de la Vienne (apparenté au groupe radical et radical-socialiste) et le demeure jusqu'en 1955.
Il perpétue ainsi une tradition familiale puisque son oncle Edouard de Montjou est lui aussi député de la Vienne (1902-1932) et que son cousin Guy de Montjou représente la Mayenne à la Chambre des députés (1919-1928).